# Islândia nos Jogos Olímpicos de Inverno de 1988
Islândia participou dos Jogos Olímpicos de Inverno de 1988, realizados em Calgary, no Canadá. 
Foi a décima aparição do país nos Jogos Olímpicos de Inverno, onde foi representado por três atletas, sendo dois deles homens e uma mulher, que competiram em dois esportes.

## Competidores
Esta foi a participação por modalidade nesta edição:
| Esporte             | Masculino | Feminino | Total |
| ------------------- | --------- | -------- | ----- |
| Esqui alpino        | 1         | 1        | 2     |
| Esqui cross-country | 1         | 0        | 1     |
| Total               | 2         | 1        | 3     |

## Desempenho

### Esqui alpino
Masculino
| Atleta            | Evento         | Descida 1 | Descida 1 | Descida 2 | Descida 2 | Total   | Total | Ref.  |
| Atleta            | Evento         | Tempo     | Pos.      | Tempo     | Pos.      | Tempo   | Pos.  | Ref.  |
| ----------------- | -------------- | --------- | --------- | --------- | --------- | ------- | ----- | ----- |
| Daníel Hilmarsson | Super G        | —         | —         | —         | —         | DNF     | DNF   | [ 3 ] |
| Daníel Hilmarsson | Slalom gigante | 1:13.15   | 50º       | 1:09.59   | 41º       | 2:22.74 | 42º   | [ 4 ] |
| Daníel Hilmarsson | Slalom         | 58.98     | 36º       | 56.31     | 26º       | 1:55.29 | 24º   | [ 5 ] |

Feminino
| Atleta                 | Evento         | Descida 1 | Descida 1 | Descida 2 | Descida 2 | Total | Total | Ref.  |
| Atleta                 | Evento         | Tempo     | Pos.      | Tempo     | Pos.      | Tempo | Pos.  | Ref.  |
| ---------------------- | -------------- | --------- | --------- | --------- | --------- | ----- | ----- | ----- |
| Guðrún Kristjánsdóttir | Slalom gigante | DNF       | DNF       | DNF       | DNF       | DNF   | DNF   | [ 6 ] |
| Guðrún Kristjánsdóttir | Slalom         | DNS       | DNS       | DNS       | DNS       | DNS   | DNS   | [ 7 ] |

### Esqui cross-country
Masculino
| Atleta         | Evento         | Tempo     | Pos. | Ref.   |
| -------------- | -------------- | --------- | ---- | ------ |
| Einar Ólafsson | 15 km clássico | DNS       | DNS  | [ 8 ]  |
| Einar Ólafsson | 30 km clássico | 1:39:56.3 | 65º  | [ 9 ]  |
| Einar Ólafsson | 50 km livre    | 2:18:21.9 | 44º  | [ 10 ] |

Legenda
| Recorde mundial      | Recorde mundial (World record)               |                       | Recorde africano                      | Recorde africano (African) |                                           | Q | Classificado por posição (Qualified) |
| Recorde olímpico     | Recorde olímpico (Olympic record)            | Recorde da América    | Recorde da América (Americas)         | q                          | Classificado por melhor tempo (Qualified) |   |                                      |
| Melhor marca do ano  | Melhor marca do ano (World leading)          | Recorde asiático      | Recorde asiático (Asian)              | DNS                        | Não largou (Did not start)                |   |                                      |
| Recorde nacional     | Recorde nacional (National record)           | Recorde europeu       | Recorde europeu (European)            | DNF                        | Não terminou (Did not finish)             |   |                                      |
| Recorde pessoal      | Recorde pessoal do atleta (Personal best)    | Recorde da Oceania    | Recorde da Oceania (Oceania)          | DSQ / DQ                   | Desclassificado (Disqualified)            |   |                                      |
| Recorde da temporada | Recorde da temporada do atleta (Season best) | Recorde sul-americano | Recorde sul-americano (South America) | NM                         | Sem marca (No mark)                       |   |                                      |